# Ia Dơk
Ia Dơk là một xã thuộc tỉnh Gia Lai, Việt Nam.

## Địa lý
- Phía đông giáp xã Ia Krêl và xã Ia Din
- Phía tây giáp xã Ia Dom và xã Ia Kla
- Phía nam giáp xã Ia Kla và thị trấn Chư Ty
- Phía bắc giáp huyện Ia Grai.

Xã có diện tích 50,48 km², dân số năm 2011 là 7.304 người, mật độ dân số đạt 145 người/km².

## Hành chính
Xã Ia Dơk được chia thành 3 thôn: Đoàn Kết, Ia Mang, Lệ Kim và 7 làng: Dơk Klăh, Dơk Ngol, Đo, Ghe, Lang, Pong, Sung.

## Lịch sử
Xã Ia Dơk được thành lập từ những năm đầu giải phóng trên cơ sở xã B9 của huyện 4 trong kháng chiến chống Mỹ.
Ngày 15 tháng 10 năm 1991, Hội đồng Bộ trưởng ban hành Quyết định số 315-HĐBT về việc chuyển xã Ia Dơk thuộc huyện Chư Păh về huyện Đức Cơ mới thành lập quản lý.
Ngày 26 tháng 12 năm 1991, Bộ trưởng – Trưởng Ban Tổ chức – Cán bộ Chính phủ ban hành Quyết định số 691/TCCP về việc thành lập xã Ia Din trên cơ sở một số làng của xã Ia Dơk.